# Matyniów
Matyniów is een plaats in het Poolse district  Konecki, woiwodschap Święty Krzyż. De plaats maakt deel uit van de gemeente Smyków en telt 220 inwoners.